# Výstřel (hlavňová zbraň)
Výstřel je pro hlavňovou palnou zbraň definován jako děj při kterém je v hlavni působením tlaku plynu urychlena střela, která je následně vypuzena ven z hlavně.  Vznik a tlak plynů je u palných zbraní vyvozen hořením výmetné náplně. U plynových zbraní může být stlačený plyn buď odebírán z předem natlakovaného zásobníku, nebo je použit vzduch stlačovaný až v průběhu výstřelu pohybem pístu ve válci.

## Zkoumání výstřelu
Jevy při pohybu střely v hlavni až do okamžiku kdy celá střela opustí hlaveň se zabývá vnitřní balistika.. Výstřel samotný je z pohledu fyziky velmi extrémní děj probíhající ve velmi krátkém čase, za vysokých teplot a tlaků a je při něm dosahováno velkého zrychlení. I proto vnitřní balistika často využívá mimo teoretického aparátu i experimentálně určené empirické podklady.

## Fáze výstřelu
Výstřel je možné rozdělit do tří navazujících etap: 
- odpálení (od stisku spouště po zážeh hoření výmetné náplně)
- vývin rány (od zážehu výmetné náplně do okamžiku než se střela začne pohybovat)
- pohyb střely v hlavni (od začátku pohybu střely do okamžiku než střely opustí hlaveň)

## Jiné náhledy
Uvedené fáze výstřelu a definice pojmů vychází z názvosloví ČSN. V některých pramenech je pod pojem výstřel zahrnován i celý další let střely až do okamžiku jejího dopadu.  Podobně je některými autory k vývinu rány přidáván i pohyb střely v hlavni.

## Hluk a zášleh výstřelu
Hluk a zášleh jsou jevy patří k přechodové balistice. . Jsou to jevy které jsou až důsledkem výstřelu. 